# Conolophus pallidus
Conolophus pallidus – gatunek dużej jaszczurki z rodziny legwanowatych, nazywany legwanem lądowym z Santa Fe. Występuje tylko na wyspie Santa Fe w archipelagu Galapagos. Na innych 6 wyspach występuje blisko z nim spokrewniony i bardzo podobny legwan galapagoski (Conolophus subcristatus).

## Etymologia
- Conolophus: gr. κωνος kōnos – stożek; λοφος lophos – czub, grzebień[4].
- pallidus: łac. pallidus – blady, ziemisty, od pallere – być bladym[4].